# انگلو امریکن
انگلو امریکن (به انگلیسی: Anglo American) شرکت استخراج معادن بریتانیایی و چندملیتی است، که دفتر مرکزی آن در شهر لندن قرار دارد.
شرکت انگلو امریکن در سال ۱۹۱۷ توسط سر ارنست اوپنهایمر و با مشارکت بانک آمریکایی؛ جی. پی. مورگان اند کو. تأسیس شد. این شرکت هم‌اکنون بزرگترین تولید کنندهٔ پلاتین در جهان است و به‌عنوان یکی از بزرگترین تولیدکنندگان الماس، مس، نیکل و سنگ آهن نیز شناخته می‌شود.
بخشی از سهام این شرکت در بازار بورس لندن معامله می‌شود. در تاریخ ۲۳ دسامبر ۲۰۱۱ با ارزش بازار ۳۱ میلیارد پوند، در رتبهٔ ۱۵ از بزرگترین شرکت‌های فهرست شده در بورس لندن قرار داشت.